# أرنولد مارغولين
أرنولد مارغولين (بالإنجليزية: Arnold Margolin)‏ هو كاتب سيناريو أمريكي، ولد في 12 مارس 1935.

## وصلات خارجية
- أرنولد مارغولين على موقع IMDb (الإنجليزية)
- أرنولد مارغولين على موقع ألو سيني (الفرنسية)
- أرنولد مارغولين على موقع ميوزك برينز (الإنجليزية)
- أرنولد مارغولين على موقع أول موفي (الإنجليزية)
- أرنولد مارغولين على موقع قاعدة بيانات الأفلام السويدية (السويدية)
- أرنولد مارغولين على موقع قاعدة بيانات الفيلم (الإنجليزية)
- أرنولد مارغولين على موقع كينوبويسك (الروسية)